# Chráněné území
Chráněné území je území, které je chráněno pro svou zachovalost z hlediska ochrany přírody, kultury apod. Institut chráněných území je využíván zejména ve dvou oblastech: oblasti ochrany přírody a oblasti památkové péče.

## Památkově chráněná území
Český památkový zákon zná dva typy památkově chráněných území:
- památková rezervace
- památková zóna

Památkové rezervace a zóny mohou být blíže specifikovány jako městské, vesnické, krajinné, popřípadě ostatní (nespecifikované).
Chráněným územím svého druhu je též ochranné pásmo. V památkové péči může jít o ochranné pásmo kulturní památky nebo o ochranné pásmo památkově chráněného území. Konkrétní objekty i území jsou též chráněny jako Světové dědictví UNESCO.
Pro ochranu jednotlivých objektů či areálů jsou určeny instituty národní kulturní památky a kulturní památky. V některých případech i tento status má relativně rozsáhlý areál nebo soubor, například Pražský hrad je jako celek jedinou kulturní památkou, obdobně i pevnost Vyšehrad.

## Přírodní chráněná území
Mezinárodní svaz ochrany přírody (IUCN) definuje 6 typů chráněných území:
- Ia. – Přísná přírodní rezervace (Natural Reserve)
- Ib. – Divočina (Wilderness)
- II. – Národní park (National Park) – Seznam národních parků ve světě
- III. – Přírodní památka (National Monument)
- IV. – Místo výskytu druhu (Habitat)
- V. – Chráněná krajina (Protected Landscape/Seascape)
- VI. – Oblast ochrany přírodních zdrojů (Managed Resource Protected Area)

V Česku se používají stupně ochrany zvláště chráněných území: velkoplošnými ZCHÚ jsou národní park a chráněná krajinná oblast, maloplošnými ZCHÚ jsou národní přírodní rezervace, přírodní rezervace, národní přírodní památka a přírodní památka. Kromě toho jsou ještě nižší stupně územní ochrany jako územní systém ekologické stability, významný krajinný prvek, přírodní park, přechodně chráněná plocha, dřeviny rostoucí mimo les, jeskyně a paleontologický nález.

## Chráněná území podle zemí
- Chráněná území v Česku
- Chráněná území v Polsku
- Chráněná území v Německu
- Chráněná území na Slovensku